# Vila Cova (Barcelos)
Vila Cova era una freguesia portuguesa del municipio de Barcelos, distrito de Braga.

## Geografía
Vila Cova era una de las freguesias más extensas del municipio, con más de 1296 hectáreas.

## Historia
Fue suprimida el 28 de enero de 2013, en aplicación de una resolución de la Asamblea de la República portuguesa promulgada el 16 de enero de 2013 al unirse con la freguesia de Feitos, formando la nueva freguesia de Vila Cova e Feitos.